# Львоборец

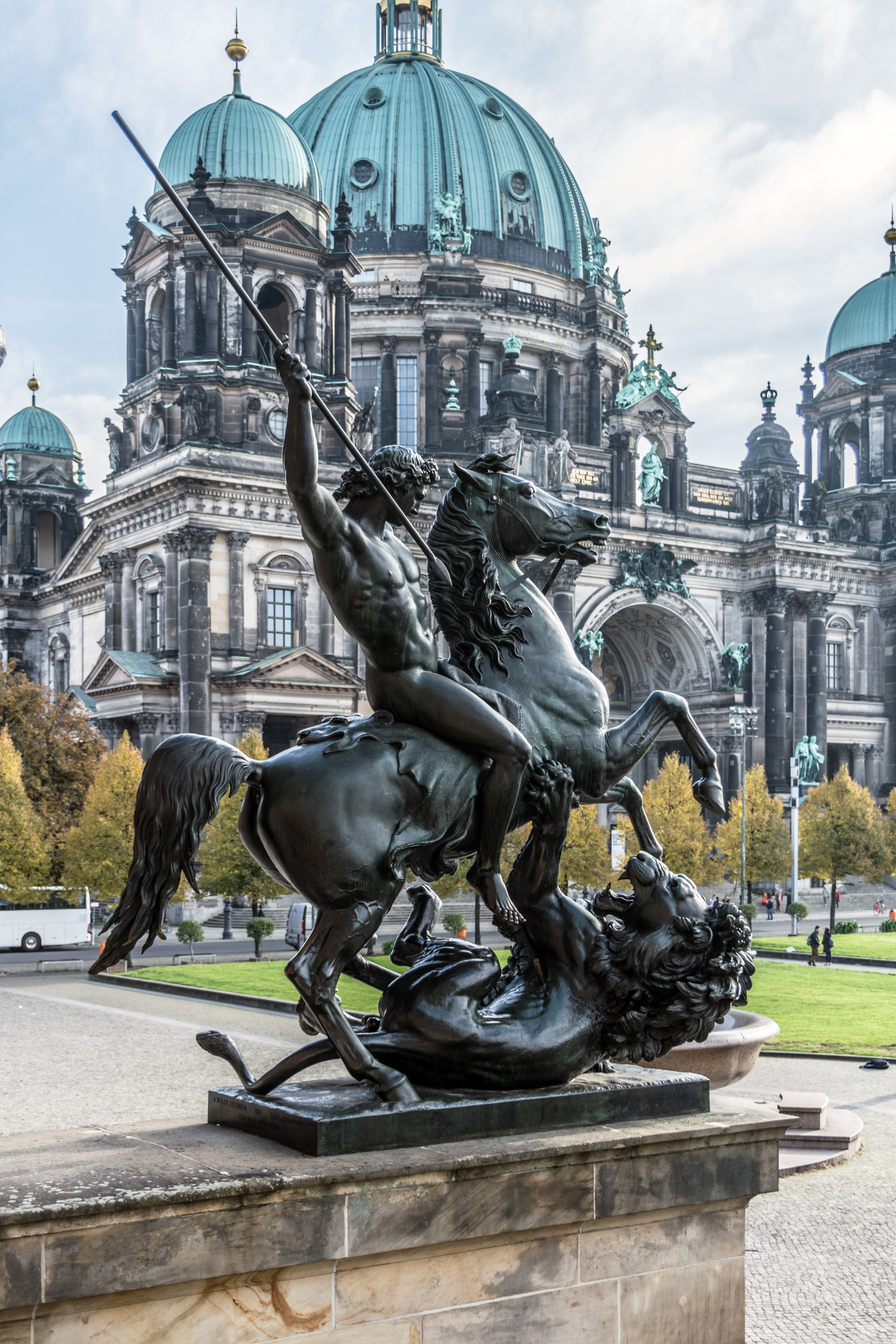
Памятник «Львоборец»

Памятник «Львоборец» (нем. Löwenkämpfer) — монумент, сооружённый в г. Берлине (Германия) и установленный перед столичным Старым музеем.

## История
Автор - скульптор Альберт Вольф создал памятник по проекту  Кристиана Даниэля Рауха. Скульптура была изготовлена литейным заводом Германа Гладенбека в 1861 году по аналогии с памятником «Сражающаяся амазонка» Августа Кисса (1842) и установлена на  западном стороне внешней лестницы  ведущей в Люстгартен перед Старым музеем в Берлине. Обе статуи весят каждая около трёх тонн.

## Описание
Представляет обнажённого всадника на вздыбленном коне  который  пронзает копьём опрокинутого на землю льва.
С 1879 года перед замком Вельфов в Ганновере располагается копия коня скульптурной группы «Львоборец», так называемый нем. Sachsenross. Копия 1892 года находится  также перед Художественным музеем Филадельфии в США.